# Mochna sedmilistá
Mochna sedmilistá (Potentilla heptaphylla) je vytrvalá, 5–15 cm vysoká bylina s obloukovitě vystoupavou lodyhou. Listy jsou obvykle pětičetné, dílčí lístky pak oválné a mírně zubaté. Zlatožluté květy mají v průměru 1,5–2,5 cm, na bázi mají žlutooranžovou skvrnu. Kvete od dubna do července.
Vyskytuje se ve Střední Evropě na jihu od severu Itálie a na severu od jihu Skandinávie. Většinou na kyselých jílovitých půdách s nízkým podílem živin. Je součástí chudých trávníků, luk, skal. Nachází se v subalpínských a alpínských polohách.

## Fotogalerie

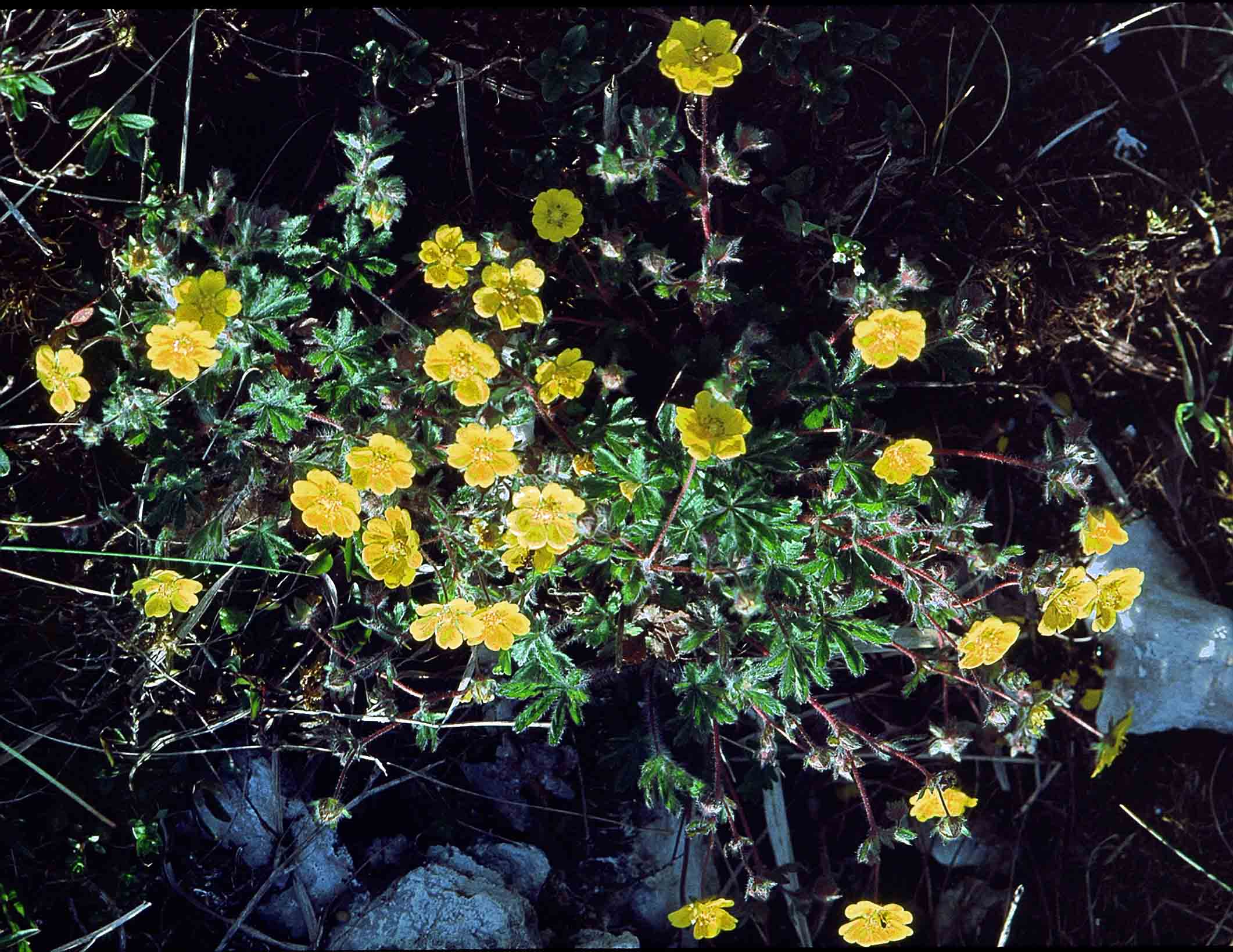
Mochna sedmilistá z Dolních Frank v Bavorsku
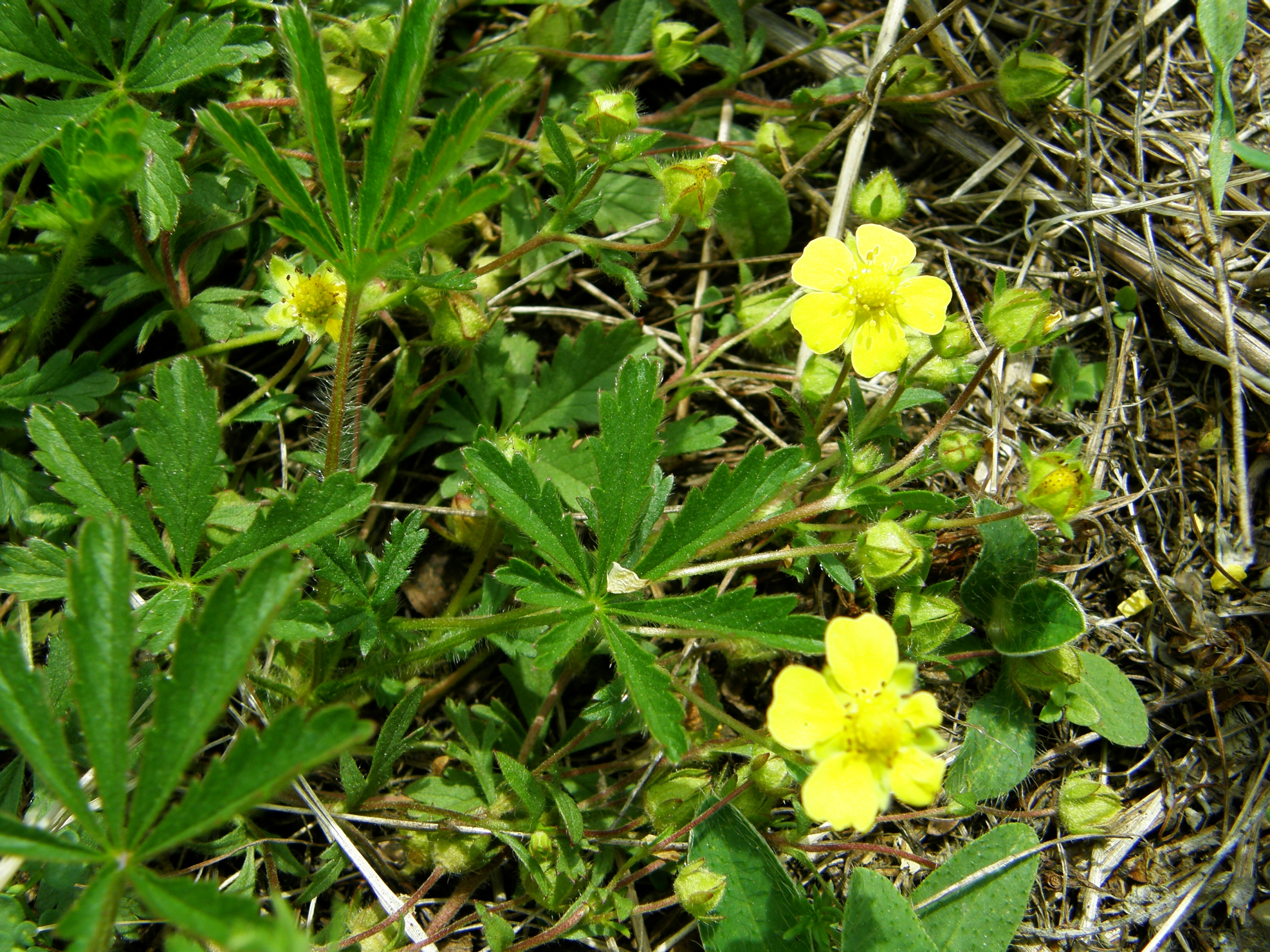
Mochna sedmilistá z přírodní památky Na Popovickém kopci